# ブラッシンググルーム
ブラッシンググルーム（Blushing Groom、1974年 - 1992年）はフランス生まれの競走馬、種牡馬である。全兄に日本で種牡馬生活を送ったベイラーンが、半弟に同じく日本で種牡馬生活を送ったサイドチャペル（Side Chapel。父Raja Baba）がいる。G1を計5勝し、種牡馬としても成果を収めた。馬名は「赤面する花婿」という意味。母ラナウェイブライド (Runaway Bride) 「逃げた花嫁」からの連想。なお、スペルは異なるが同名の牝馬として、Brushing Gloom（ステラファンタジーの母）という馬も存在した。こちらは「憂鬱を振り払って」という意味。

## 出生
ジョン・マクナミー・サリヴァンに生産されたサラブレッドの牡馬である。体高15.3ハンド（約155.4センチメートル）と小柄な馬であったという。1974年にニューマーケットのタタソールズイヤリングセールに出され、アーガー・ハーン4世に16,500ギニーで落札された。

## 戦績
フランソワ・マテ調教師に預けられ競走馬となる。特に2歳時の成績が傑出しており、ロベールパパン賞 、モルニ賞、サラマンドル賞、グランクリテリウムとフランスにおける4つの2歳G1をすべて制覇している。これは1970年のマイスワロー以来の記録であった。その後は年を跨いでフォンテンブロー賞(G3)、プール・デッセ・デ・プーラン（フランス2000ギニー）を含む7連勝を記録。エプソムダービーで3着に敗れ連勝はストップ、次走ジャック・ル・マロワ賞2着を最後に現役を引退した。

### 年度別競走成績
- 1976年 - ロベールパパン賞 (G1) 、モルニ賞 (G1) 、サラマンドル賞 (G1) 、仏グランクリテリウム (G1)
- 1977年 - プール・デッセ・デ・プーラン (G1)

## 種牡馬
競走馬引退後、ブラッシンググルームは626万ドルのシンジケートを組まれ、1978年からアメリカ合衆国ケンタッキー州のゲインズウェイファームで種牡馬入りした。初年度産駒から成功し、1992年に死亡するまでに92頭のステークス勝ち馬、24頭のG1馬を輩出した。
自身がマイラーであったのに対して、産駒は中長距離でも力を出すタイプも多く、凱旋門賞優勝馬レインボウクエスト、エプソムダービー優勝馬ナシュワン、2歳でカルティエ賞年度代表馬に輝いたアラジなど活躍馬を多数輩出した。孫のインヴァソールがブリーダーズカップ・クラシックやドバイワールドカップを勝ち、バゴが凱旋門賞を勝っている。日本ではサクラローレル、マチカネフクキタル、アブクマポーロ、ビッグウィークがブラッシンググルームの父系子孫である。またブルードメアサイアーとしても非常に優れた成績を残しており、海外ではラムタラ、オーサムアゲインやゴルディコヴァ、日本ではマヤノトップガンやテイエムオペラオーをはじめとする大物を多数輩出している。1988年と1995年に英愛リーディングブルードメアサイアーに輝いた。

### 代表産駒
- *アラジ Arazi（モルニ賞、サラマンドル賞、仏グランクリテリウム、ブリーダーズカップ・ジュヴェナイル）
- ナシュワン Nashwan（エプソムダービー、キングジョージ6世&クイーンエリザベスダイヤモンドステークス、英2000ギニー、エクリプスステークス）
- レインボウクエスト Rainbow Quest（凱旋門賞、コロネーションカップ）
- *ブラッシングジョン Blushing John（プール・デッセ・デ・プーラン（仏2000ギニー）、ハリウッドゴールドカップ）
- スカイビューティ Sky Beauty（ニューヨーク牝馬三冠、アラバマステークス、シュヴィーハンデキャップ、ヘムステッドハンデキャップ、ゴーフォーワンドステークス、ラフィアンハンデキャップ）
- *グルームダンサー Groom Dancer（リュパン賞）
- マウントリヴァーモア Mt. Livermore（カーターハンデキャップ、フォールハイウェートハンデキャップ）
- *クリスタルグリッターズ Crystal Glitters（イスパーン賞2回）
- *バイアモン Baillamont（ガネー賞、イスパーン賞）
- ラーイ Rahy（種牡馬、産駒にファンタスティックライト、セレナーズソングなど）
- キャンディストライプス Candy Stripes（種牡馬、産駒にインヴァソールなど）

他、多数

### ブルードメアサイアーとしての産駒
- ヤマニンゼファー （安田記念2回、天皇賞・秋）
- ラムタラ （欧州三冠）
- マヤノトップガン （菊花賞、有馬記念、天皇賞・春、宝塚記念）
- テイエムオペラオー （皐月賞、天皇賞・春2回、宝塚記念、天皇賞・秋、ジャパンカップ、有馬記念）
- レディパステル （優駿牝馬）
- スターキングマン （東京大賞典）
- Awesome Again （ブリーダーズカップクラシック）
- Macho Uno （ブリーダーズカップジュヴェナイル）
- Haafhd （英2000ギニー、チャンピオンステークス）
- Kahyasi （エプソムダービー、アイリッシュダービー）
- Goldikova （ロートシルト賞3回、ムーラン・ド・ロンシャン賞、ブリーダーズカップ・マイル3回、ファルマスステークス、ジャック・ル・マロワ賞、イスパーン賞2回、クイーンアンステークス、フォレ賞）
- Stravinsky （ジュライカップ、ナンソープステークス）
- Galikova（ヴェルメイユ賞）

## 血統表
| ブラッシンググルームの血統 | ブラッシンググルームの血統                         | ブラッシンググルームの血統                         | （血統表の出典）                                   | （血統表の出典） |
| 父系                       | レッドゴッド系                                     | レッドゴッド系                                     | レッドゴッド系                                     | [ § 2 ]          |
| 父 Red God 1954 栗毛       | 父の父Nasrullah 1940 鹿毛                          | Nearco                                             | Pharos                                             | Pharos           |
| 父 Red God 1954 栗毛       | 父の父Nasrullah 1940 鹿毛                          | Nearco                                             | Nogara                                             |                  |
| 父 Red God 1954 栗毛       | 父の父Nasrullah 1940 鹿毛                          | Mumtaz Begum                                       | Blenheim                                           | Blenheim         |
| 父 Red God 1954 栗毛       | 父の父Nasrullah 1940 鹿毛                          | Mumtaz Begum                                       | Mumtaz Mahal                                       |                  |
| 父 Red God 1954 栗毛       | 父の母Spring Run 1948 鹿毛                         | Menow                                              | Pharamond                                          | Pharamond        |
| 父 Red God 1954 栗毛       | 父の母Spring Run 1948 鹿毛                         | Menow                                              | Alcibiades                                         |                  |
| 父 Red God 1954 栗毛       | 父の母Spring Run 1948 鹿毛                         | Boola Brook                                        | Bull Dog                                           | Bull Dog         |
| 父 Red God 1954 栗毛       | 父の母Spring Run 1948 鹿毛                         | Boola Brook                                        | Brookdale                                          |                  |
| 母 Runaway Bride 1962 鹿毛 | 母の父Wild Risk 1940 鹿毛                          | Rialto                                             | Rabelais                                           | Rabelais         |
| 母 Runaway Bride 1962 鹿毛 | 母の父Wild Risk 1940 鹿毛                          | Rialto                                             | La Grelee                                          |                  |
| 母 Runaway Bride 1962 鹿毛 | 母の父Wild Risk 1940 鹿毛                          | Wild Violet                                        | Blandford                                          | Blandford        |
| 母 Runaway Bride 1962 鹿毛 | 母の父Wild Risk 1940 鹿毛                          | Wild Violet                                        | Wood Violet                                        |                  |
| 母 Runaway Bride 1962 鹿毛 | 母の母Aimee 1957 鹿毛                              | Tudor Minstrel                                     | Owen Tudor                                         | Owen Tudor       |
| 母 Runaway Bride 1962 鹿毛 | 母の母Aimee 1957 鹿毛                              | Tudor Minstrel                                     | Sansonnet                                          |                  |
| 母 Runaway Bride 1962 鹿毛 | 母の母Aimee 1957 鹿毛                              | Emali                                              | Umidwar                                            | Umidwar          |
| 母 Runaway Bride 1962 鹿毛 | 母の母Aimee 1957 鹿毛                              | Emali                                              | Eclair                                             |                  |
| 母系(F-No.)                | Aimee系(FN:22-d)                                   | Aimee系(FN:22-d)                                   | Aimee系(FN:22-d)                                   | [ § 3 ]          |
| 5代内の近親交配            | Blandford 5×4･5=12.50%、Phalaris 5･5（父内）=6.25% | Blandford 5×4･5=12.50%、Phalaris 5･5（父内）=6.25% | Blandford 5×4･5=12.50%、Phalaris 5･5（父内）=6.25% | [ § 4 ]          |
| 出典                       | 1. 2. 3. 4.                                        | 1. 2. 3. 4.                                        | 1. 2. 3. 4.                                        | 1. 2. 3. 4.      |

- 4代母Eclairはファルマスステークス勝ち馬で、カーレッドの母としても知られる[2]。
- 全兄ベイラーンはG3を2勝、その後日本で種牡馬入りしている[2]。
- 半妹Allicance（父Alleged）の孫にアグネスデジタル、シェルゲーム・ジャリスコライトの兄弟がいる。
- 半妹Bold Escape（父Bold Forbes）の孫にアイルトンシンボリがいる。